# Więcław (gmina Dębno)
Więcław (do 1945 r. Bornhofen) – osada w Polsce położona w województwie zachodniopomorskim, w powiecie myśliborskim, w gminie Dębno. Według danych z 2015 r. miejscowość liczyła 200 mieszkańców.

## Położenie
Wieś położona jest 5 km na północny wschód od Dębna.
Zgodnie z podziałem fizycznogeograficznym Polski według Kondrackiego teren na którym położony jest Więcław należy do prowincji Niżu Środkowoeuropejskiego, podprowincji Pojezierza Południowobałtyckiego, makroregionu Pojezierze Południowopomorskie oraz w końcowej klasyfikacji do mezoregionu Równina Gorzowska.

## Historia
- 2 połowa XIX w. – powstanie cegielni na terenie późniejszej wsi
- 1910 – cegielnia (zakłady Bornhofener Werke należące do Rudolfa Trettnera[6][a]) zostaje wyposażona w nową suszarnię, urządzenia do czyszczenia gliny oraz w piec pierścieniowy z 50-metrowym kominem
- 1925 – przebudowa cegielni na wytwórnię zmechanizowaną; produkcja wzrosła do 20 mln dachówek, cegły klinkierowej w różnych kolorach, cegły murarskiej oraz płyt stropowych
- 01.04.1944-30.01.1945 – funkcjonuje oddział roboczy internowanych żołnierzy włoskich – Kommando; liczył około 30 osób, jeńcy pracowali w cegielni[7]
- 04.02.1945 – zajęcie przez wojska 5 Armii 1 Frontu Białoruskiego
- Przed 1980 – istnieje w Więcławiu zakład D (zakład nr 4) należący do ZUO Bomet w Barlinku
- Po 1982 – na bazie zakładu D powstaje Przedsiębiorstwo Handlowo–Produkcyjne Bardim sp. z o.o.
- 1997–1998 – likwidacja Przedsiębiorstwa Handlowo–Produkcyjnego Bardim sp. z o.o.
- XII.1998 – wystawienie na licytację nieruchomości o pow. 1,50 ha w użytkowaniu wieczystym, zabudowanej budynkami; jednocześnie w miejscu tym powstaje firma Gloger–Birke sp. z o.o. oraz spółki Geko i Wittenberg Metal
- 01.01.2007 – powstanie sołectwa Więcław poprzez wydzielenie z sołectwa Mostno – Więcław, na mocy uchwały nr LXVI/388/2006 Rady Miejskiej w Dębnie z dnia 26 maja 2006 r.[8]

### Nazwa
Niemiecka nazwa jest zestawieniem od:
- nazwiska von der Borne, ówczesnych właścicieli pobliskiego Barnówka, oraz
- ofen „piec” (tu: piec ceramiczny, do wypalania cegły).

W sierpniu 1945 r. Stanisław Kozierowski zaproponował nazwę Błożyn, powołując się na bliżej nieokreśloną metrykę z 1288 r., choć jednocześnie zrekonstruował on nazwę niezidentyfikowanego Wenczow (Wentzelow, Wentzel), potwierdzanego w latach 1494–1713 właścicielom Barnówka, jako Więcław. Nazwa Błożyn została zaakceptowana, ale już w styczniu 1946 r. użyta została w formie Błorzyn. W wykazie pocztowym z tego okresu znajduje się cegielnia Błaszyn w gromadzie Barnówko. Nazwa Więcław została urzędowo nadana w 1948 r.
Nazwa na przestrzeni wieków: Bornhöven  1871, 1895; Bornhofen 1902, do 1945; Błożyn 1945; Błorzyn 1946; Więcław od 1948.

## Demografia
Liczba ludności w ostatnich 3 wiekach:

## Gospodarka
Struktura działalności gospodarczej na 1 czerwca 2006 r.:
| Dział     | Ilość |
| --------- | ----- |
| Produkcja | 4     |
| Transport | 1     |
| Handel    | 1     |
| Usługi    | 1     |

W Więcławiu funkcjonują 2 gospodarstwa rolne o łącznej powierzchni 3,02 ha. Struktura użytków rolnych w czerwcu 2006 r.:
| Użytki rolne | Pow. w ha |
| ------------ | --------- |
| Orne         | 2,4       |
| Zielone      | 0,78      |

W pobliżu wsi znajdują się złoża ropy naftowej i gazu ziemnego BMB (Barnówko–Mostno–Buszewo).

## Oświata i nauka
Uczniowie uczęszczają do Szkoły Podstawowej nr 1 im. Komisji Edukacji Narodowej w Dębnie, Niepublicznej Szkoły Podstawowej w Barnówku oraz do gimnazjum publicznego w Dębnie.

## Instytucje i organizacje
- Sołectwo Więcław – ogół mieszkańców wsi Więcław stanowi Samorząd Mieszkańców Sołectwa
- W Barnówku ma siedzibę Stowarzyszenie Edukacyjne Na Rzecz Rozwoju Wsi: Mostno, Więcław, Łazy i Barnówko „Nasza Szkoła”

## Religia
W strukturze administracyjnej Kościoła rzymskokatolickiego, miejscowość znajduje się w parafii pod wezwaniem św. Apostołów Piotra i Pawła w Dębnie. We wsi nie ma kościoła.

## Turystyka
- Grobowiec pierwszego właściciela cegielni, w pobliskim lesie nieopodal wsi.